# مزرعة باشبوة

تعديل مصدري - تعديل

مزرعة باشبوه هي إحدى قرى عزلة أحور بمديرية أحور التابعة لمحافظة أبين، بلغ تعداد سكانها 21 نسمة حسب تعداد اليمن لعام 2004.